# Ашурматов, Ойбек Шодмонкулович
Ойбек Шодмонкулович Ашурматов (узб. Oybek Shodmonqulovich Ashurmatov; род. в 1966 году) — узбекский государственный деятель, с января 2010 по декабря 2016 года хоким Сырдарьинской области. В 2010 году избран в Сенат Олий Мажлиса Республики Узбекистан II созыва.

## Биография
До назначения и. о. хокима Сырдарьинской области занимал должность хокима Янгиабадского района Джизакской области. В сентября 2009 года Ойбек Ашурматов, на тот момент первый заместитель хокима Сырдарьинской области, указом президента Узбекистана Ислама Каримова назначен исполняющем обязанности хокима Сырдарьинской области вместо Абдурахима Джалолова. С 15 января 2010 по 15 декабря 2016 года занимал должность хокима Сырдарьинской области.
В 2010 году избран в Сенат Олий Мажлиса Республики Узбекистан и вошёл в комитет по аграрным, водохозяйственным вопросам и экологии.
13 августа 2018 года назначен хокимом Зарбдарского района Джизакской области и занимал эту должность до 26 октября 2019 года.
26 октября 2019 года назначен заместителем хокима Джизакской области по сельскому и водному хозяйству.

## Награды
- 26 августа 2003 — Орден «Мехнат шухрати»[9]